# デメケ・メコネン
デメケ・メコネン・ハサン（アムハラ語: ደመቀ መኮንን ሐሰን、1963年9月27日 - ）は、エチオピアの政治家。エチオピア副首相（2012年 - 2024年）、外務大臣（2020年 - 2024年）、繁栄党副党首などを歴任した。以前はアムハラ民主党（ADP）党首とエチオピア人民革命民主戦線（EPRDF）副議長を、2019年12月に両者が解散するまで務めた。

## 生い立ち
エチオピア帝国ゴジャム州で生まれ、その後、デルグの再定住計画でチャグニに移住することを余儀なくされた。ムスリムのアムハラ人。
現在のミラブ・ゴジャム県にあるデガ・ダモトにある町フェレス・ベットの高校に入学した。その後、アディスアベバ大学に入学し、アラット・キロ・キャンパスで生物学を学び、1988年に学士号を取得した。また、ブラッドフォード大学で政治学の修士号を取得した。
卒業後は生まれ故郷に戻り、教師として働くようになる。フェレス・ベット高校で2年間生物学を教えた後、同州のブレに赴任した。デメケはこの高校で、当時生徒で後に妻となり3児の母親となるアレミトゥ・カッサイエと出会う。

## 政治家としての経歴
デメケは1990年代初めにアムハラ州与党アムハラ民主党（ADP）に入党。1995年の国政選挙に初出馬し、アムハラ地域評議会議員に就任、書記長に任命された。任期途中、大学院留学のため渡英。2001年に帰国後、同地域の倫理・反汚職委員会の設立と指導を任された。
その後、同州の行政・治安局の局長に異動（2005年まで在任）。その後、2005年の大統領選挙の後副大統領に就任した。その1年後、1983年に結成されたエチオピア人民革命民主戦線（EPRDF）の構成政党であるアムハラ民族民主運動（ANDM）の執行委員にワグ・ヘムラ県ジェルバ・ヨハネス選挙区で選出された。そして2010年、アディス・レジェセに代わって議長に就任した。戦闘員上がりでない文民が議長になるのはANDM史上初である。
EPRDF連立政権の中でメコネンが初めて国家レベルで活躍したのは2008年で、当時のメレス・ゼナウィ首相の下で教育大臣のポストを引き継いだ。2012年9月には、ハイレマリアム・デサレン首相の下で副首相に就任した。2013年7月まで教育大臣を務めたが、副首相としての多忙を理由に辞任した。
2012年、成長・変革プランの実施とさらなる推進に向けた、すべての政府省庁にまたがる取り組みの調整などに取り組む。
2015年後半、春と夏の雨が予想より少なく、エルニーニョ現象が間近に迫っていたため、2016年のエチオピアは過去30年で最悪とされる深刻な干ばつに見舞われ、エチオピア東部および南部では2016年-2017年までの間にエチオピア国民の最大10％が生き延びるためには国際支援が必要とされた。デメケは政府の対応をまとめ、国際機関から提供される食糧援助を募る任務に就いた。
2018年2月15日、ハイレマリアム・デサレン首相が辞任を表明した。その後、与党EPRDFはハイレマリアムの後継者としてデメケ副首相を指名すると予想されたが、違う結果となった。ハイレマリアムは、2018年4月2日にアビィ・アハメドが選出されるまで暫定として首相職に居座り続けた。メコネンは副首相を続投した。
2020年11月4日、アビィ・アハメド首相はデメケを外務大臣に任命した他、繁栄党の副総裁に就任した。2024年1月26日、デメケは両職を辞任した。その後、長い間、政界から身を引いていたが、12月16日にアフリカの栄養失調を解決することを目的としたNGO「ヤダム財団」を設立。設立演説でメコネンは、栄養摂取のバランスが良好になることが、人的資本の発展や経済成長、そしてアフリカ大陸のより健康的な未来に不可欠であることを強調した。